# Episodi di Sanford and Son (prima stagione)
La prima stagione della sit-com Sanford and Son è stata trasmessa negli Stati Uniti dal 14 gennaio 1972. In Italia questa stagione è trasmessa in prima visione su Italia 1.
| nº | Titolo originale                           | Prima TV USA     | Titolo italiano | Prima TV Italia |
| -- | ------------------------------------------ | ---------------- | --------------- | --------------- |
| 1  | Crossed Swords                             | 14 gennaio 1972  |                 |                 |
| 2  | Happy Birthday, Pop                        | 21 gennaio 1972  |                 |                 |
| 3  | Here Comes the Bride, There Goes the Bride | 28 gennaio 1972  |                 |                 |
| 4  | The Copper Caper                           | 4 febbraio 1972  |                 |                 |
| 5  | A Matter of Life and Breath                | 11 febbraio 1972 |                 |                 |
| 6  | We Were Robbed                             | 18 febbraio 1972 |                 |                 |
| 7  | A Pad for Lamont                           | 25 febbraio 1972 |                 |                 |
| 8  | The Great Sanford Siege                    | 3 marzo 1972     |                 |                 |
| 9  | Coffins for Sale                           | 10 marzo 1972    |                 |                 |
| 10 | The Barracuda                              | 17 marzo 1972    |                 |                 |
| 11 | TV or Not TV                               | 24 marzo 1972    |                 |                 |
| 12 | The Suitcase Case                          | 31 marzo 1972    |                 |                 |
| 13 | The Return of the Barracuda                | 7 aprile 1972    |                 |                 |
| 14 | The Piano Movers                           | 14 aprile 1972   |                 |                 |

## Crossed Swords
- Prima televisiva: 14 gennaio 1972
- Diretto da: Bud Yorkin
- Scritto da: Aaron Ruben

### Trama
- Guest star: William Lanteau (impiegato), Robert Mandan (banditore)

## Happy Birthday, Pop
- Prima televisiva: 21 gennaio 1972
- Diretto da: Bud Yorkin
- Scritto da: Aaron Ruben

### Trama
- Guest star: Harold Fong (cameriere), Eddie Carroll (barista), Jack Manning (uomo al ristorante), Stefanianna Christopherson (Hat Check Girl)

## Here Comes the Bride, There Goes the Bride
- Prima televisiva: 28 gennaio 1972
- Diretto da: Bud Yorkin
- Scritto da: Aaron Ruben

### Trama
- Guest star: Paulene Myers (madre), Royce Wallace (zia Rosetta), Dave Turner (Paul), Alvin Childress (Minister), Tina Andrews (Reception Guest), Stanley Clay (Reception Guest), Bardu Ali (padre), Carol Speed (Crystal), Lance Taylor, Sr. (zio Edgar), Lillian Randolph (zia Hazel)

## The Copper Caper
- Prima televisiva: 4 febbraio 1972
- Diretto da: Bud Yorkin
- Scritto da: Aaron Ruben

### Trama
- Guest star: Clancy Cooper (Kelly), Leonard Stone (Otto), Hal Williams (ufficiale Smith "Smitty"), Noam Pitlik (ufficiale Swanhauser "Swanny")

## A Matter of Life and Breath
- Prima televisiva: 11 febbraio 1972
- Diretto da: George Tyne
- Scritto da: Aaron Ruben

### Trama
- Guest star: Lillian Lehman (receptionist), Noreen Gammill (infermiera)

## We Were Robbed
- Prima televisiva: 18 febbraio 1972
- Diretto da: Coby Ruskin
- Scritto da: Aaron Ruben

### Trama
- Guest star: Jenny Sullivan (Lady Interviewer), Noam Pitlik (ufficiale Swanhauser "Swanny"), Hal Williams (ufficiale Smith "Smitty")

## A Pad for Lamont
- Prima televisiva: 25 febbraio 1972
- Diretto da: Bob Lahendro
- Scritto da: Aaron Ruben

### Trama
- Guest star: Judyann Elder (Darlene), Tangerine Sublett (Ernestine), Lynn Hamilton (Landlady)

## The Great Sanford Siege
- Prima televisiva: 3 marzo 1972
- Diretto da: Peter Baldwin
- Scritto da: Aaron Ruben

### Trama
- Guest star: Dennis Robertson (Deputy), Lee Duncan (vice), Patrick Campbell (Process Server), Dick Van Patten (Mr. Hamlin)

## Coffins for Sale
- Prima televisiva: 10 marzo 1972
- Diretto da: Charles S. Dubin
- Scritto da: Aaron Ruben

### Trama
- Guest star: Slappy White (Melvin), James Wheaton (Nelson B. Davis)

## The Barracuda
- Prima televisiva: 17 marzo 1972
- Diretto da: Charles S. Dubin
- Scritto da: Aaron Ruben

### Trama
- Guest star: Lynn Hamilton (Donna Harris), Slappy White (Melvin)

## TV or Not TV
- Prima televisiva: 24 marzo 1972
- Diretto da: Peter Baldwin
- Scritto da: Aaron Ruben

### Trama
- Guest star: Peter Bonerz (dottore), Noam Pitlik (ufficiale Swanhauser "Swanny"), Hal Williams (ufficiale Smith "Smitty"), Slappy White (Melvin)

## The Suitcase Case
- Prima televisiva: 31 marzo 1972
- Diretto da: Peter Baldwin
- Scritto da: Everett Greenbaum, James Fritzell

### Trama
- Guest star: Gabriel Dell (bandito), Noam Pitlik (ufficiale Swanhauser "Swanny"), Hal Williams (ufficiale Smith "Smitty"), Florida Friebus (donna)

## The Return of the Barracuda
- Prima televisiva: 7 aprile 1972
- Diretto da: Peter Baldwin
- Scritto da: Aaron Ruben

### Trama
- Guest star: Lynn Hamilton (Donna Harris), Slappy White (Melvin), Beverly Hope Atkinson (Sheila)

## The Piano Movers
- Prima televisiva: 14 aprile 1972
- Diretto da: Bruce Bilson
- Scritto da: Aaron Ruben

### Trama
- Guest star: Lester Fletcher (uomo), Rick Hurst (Poliziotto)